# Vellinge (comune)
Vellinge è un comune svedese di 33 260 abitanti, situato nella contea di Scania. Il suo capoluogo è la cittadina omonima.

## Località
Nel territorio comunale sono comprese le seguenti aree urbane (tätort):
| # | Località             | Popolazione |
| - | -------------------- | ----------- |
| 1 | Höllviken            | 10.014      |
| 2 | Skanör med Falsterbo | 6.861       |
| 3 | Vellinge             | 6.115       |
| 4 | Ljunghusen           | 2.444       |
| 5 | Hököpinge            | 923         |
| 6 | Västra Ingelstad     | 703         |
| 7 | Rängs sand           | 596         |
| 8 | Gessie villastad     | 485         |
| 9 | Östra Grevie         | 436         |

## Amministrazione

### Gemellaggi
- Grimmen